# واماناسکو
واماناسکو (به اسپانیایی: Huamanrazu) یک کوه در پرو است که در منطقه اوئانکاولیکا واقع شده‌است. واماناسکو ۵٬۳۰۴ متر بالاتر از سطح دریا واقع شده‌است.